# サケン・ジャスジャコフ

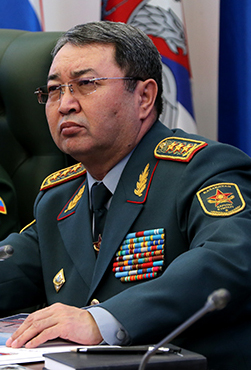

サケン・ジャスジャコフ （Сәкен Әділханұлы Жасұзақов、1957年 - ）は、ソビエト連邦、カザフスタンの軍人。スペツナズ出身。中将。カザフスタン共和国軍参謀長委員会議長（統合参謀本部議長）/国防第一次官。

## 経歴
チムケント州チャルダル村出身。

### ソビエト連邦軍
1978年、I.S.コーネフ名称アルマ・アタ高等諸兵科指揮学校を卒業し、偵察小隊長、部隊情報部長/参謀次長を歴任した。
1981年10月～1983年、アフガニスタンに派遣され、中央アジア軍管区第22特殊任務旅団に基づき創設された第177支隊（偽装名「第2独立自動車化狙撃大隊」、通称「第2ムスリム大隊」）の情報部長を務めた。
帰国後、沿バルト軍管区の偵察中隊長、独立偵察大隊参謀長を経て、駐モンゴル独立偵察大隊長となった。
1990年、M.V.フルンゼ名称軍事アカデミーを卒業し、アルマ・アタ市アラタウスキー（後にソヴィエツキー）地区の民間防衛部参謀長/副部長に任命。

### カザフスタン共和国軍
1992年～1994年、カザフスタン国防省の課先任将校、参謀本部の課長を歴任。
1996年、ロシア連邦軍参謀本部軍事アカデミーを卒業し、カザフスタン共和国軍参謀次長に任命。事後、作戦業務担当参謀次長/局長、参謀本部作戦計画部長、作戦計画部長/作戦業務担当参謀次長、軍団参謀長/副軍団長を歴任。2000年3月～2002年、国防省情報総局長。
2002年1月～2004年12月、機動軍司令官。2004年12月～2007年4月、東部地域司令部司令官。
2007年～2009年、参謀長委員会第一副議長。2009年4月1日～2010年3月11日、地上軍総司令官。
2010年3月11日、国防第一次官/参謀長委員会議長。

## パーソナル
ソ連から赤星勲章（1982年）、三等「ソ連軍における祖国への奉仕に対する」勲章（1989年）を受章。カザフスタンからは二等「ダンク」勲章（2001年）を受章。
妻帯、2児を有する。